# Уорбек, Стивен
Стивен Уорбек (англ. Stephen Warbeck) — английский композитор. Получил премию «Оскар» за музыку к фильму «Влюблённый Шекспир». В 1994 году получил премию «Драма Деск» в номинации «Лучшая музыка спектакля».

## Биография
Родился 3 мая 1953 года в Саутгемптоне, Англия, Великобритания. Поступил в Бристольский университет и пробовал начать актёрскую карьеру.
С 1991 года пишет музыкальное сопровождение для фильмов и спектаклей.
В 2020 году впервые выступил в качестве режиссера фильма «Человек в шляпе» и также написал к нему саундтрек.

## Премии и номинации
- 1992 — номинация на BAFTA TV за музыку к телесериалу «Главный подозреваемый»
- 1998 — «Оскар» за музыку к фильму «Влюблённый Шекспир»
- 1999 — номинация на премию BAFTA за «Влюблённый Шекспир»
- 2001 — номинация на BAFTA за музыку к фильму «Билли Эллиот»

## Отзывы и критика
Композитор Стивен Уорбек подошёл к вопросу составления музыкального фона к этому чрезвычайно камерному, малословному, но внутренне напряжённому действу с максимальной осторожностью. — «Кинокадр» о саундтреке к фильму «Доказательство»